# Rebais
 Rebais  es una población y comuna francesa, en la región de Isla de Francia, departamento de Sena y Marne, en el distrito de Provins y cantón de Rebais.

## Demografía
| 1223 | 1324 | 1448 | 1707 | 1751 | 2020 |
| Para los censos de 1962 a 1999 la población legal corresponde a la población sin duplicidades (Fuente: INSEE [Consultar]) |      |      |      |      |      |